# Barajul Paltinu
Barajul Paltinu este un baraj de beton în arc, de 108 m înălțime, construit pe valea râului Doftana.

## Amplasament
Barajul Paltinu este situat în Județul Prahova, pe valea râului Doftana, în aval de confluența acesteia cu valea Păltinoasa, în cheile numite "La Tocile". 
În secțiunea barajului, valea are un profil caracterizat printr-o asimetrie pronunțată. Pe malul stâng, se află o terasă cu o lățime de circa 100 m. Roca de bază este formată din gresie cu intercalații de șisturi marnoase și argiloase. Roca de bază este traversată de mai multe falii și un sistem complex de fisuri.

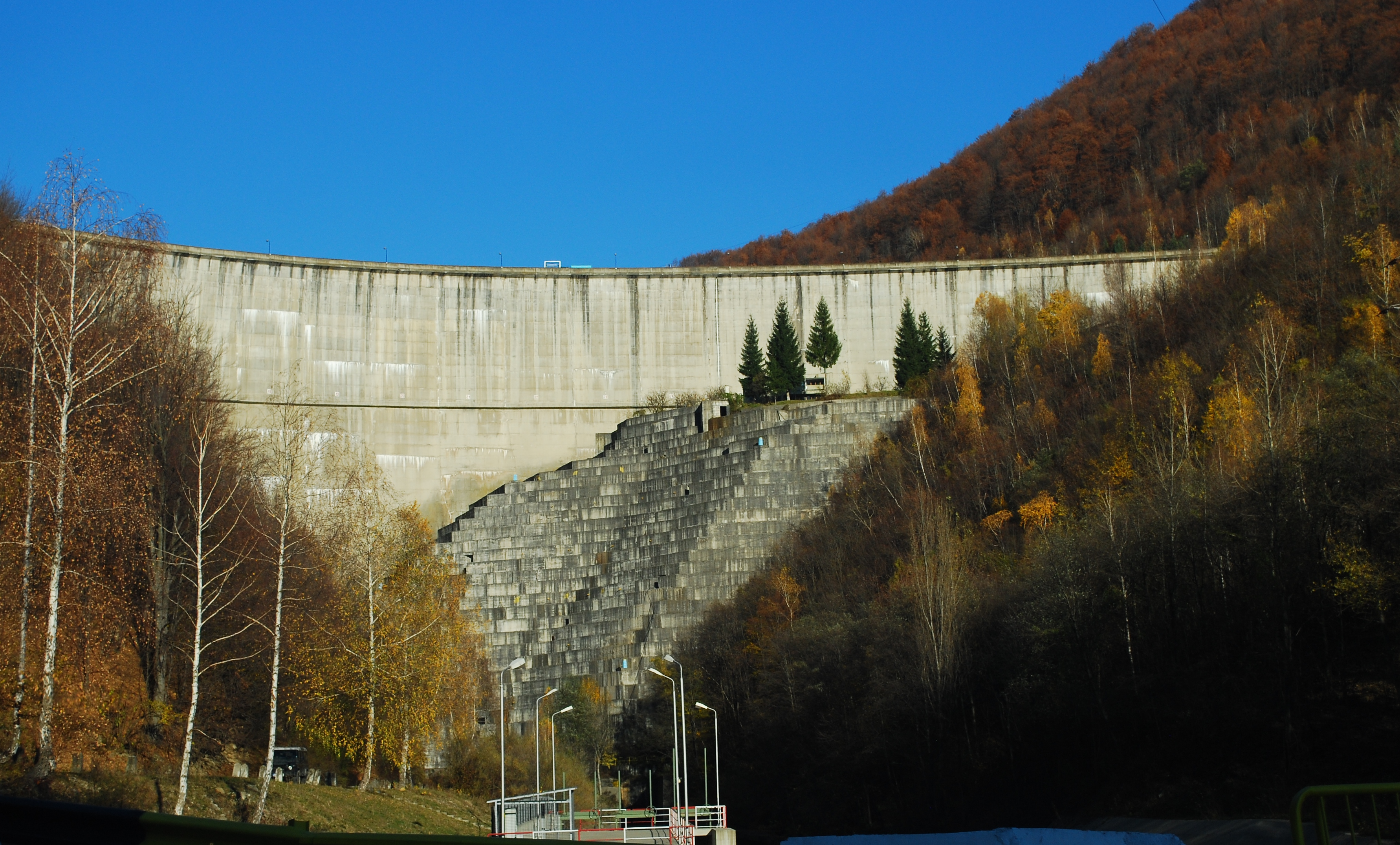
Barajul Paltinul
Se observă în partea din dreapta a fotografiei aripa parabolică. De asemenea se vede consolidarea versantului stâng cu blocuri de beton.

## Barajul
Din cauza condițiilor geomorfologice dificile ale amplasamentului, a fost adoptată varianta unui baraj de beton în arc cu dublă curbură cu rost perimetral. Această soluție a implicat realizarea unui soclu de fundație prelungit pe malul stâng cu o aripă parabolică. Acest soclu permite o simetrizare a secțiunii în care este executat barajul propriu zis și permite o preluare mai bună a diferențelor modulelor de elasticitate ale rocii de pe cei doi versanți. De asemenea, soclul permitea o adaptare mai bună la condițiile geologice locale, prin plombarea zonelor cu rocă alterată. Terenul de fundație a fost consolidat printr-un voal de etanșare realizat prin injecții cu lapte de ciment. Între barajul parabolic și versantul stâng s-a mai executat și o culee de beton, care contribuie la o conlucrare mai bună a barajului cu versantul.

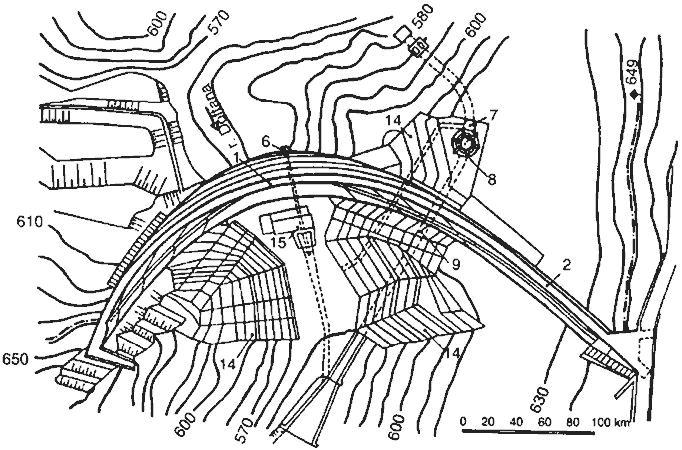
Plan de situaţie al barajului Paltinu

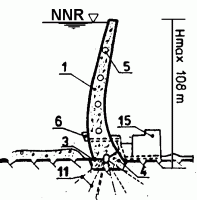
Secţiune transversală prin barajul Paltinu

Barajul are o înălțime deasupra fundației de 108 m., coronamentul barajului fiind la cota 654 mdm., Lungimea totală a coronamentului barajului este de 455 m.
Pentru stabilizare, au mai fost executate lucrări de consolidare a ambilor versanți prin ancorare cu cabluri pretensionate.
Cu toate aceste lucrări, în timpul primei umpleri a lacului, s-au constatat infiltrații mari pe sub soclu, depășind 150 l/s și deplasări ale structurii la contactul dintre arcul central și aripa parabolică. Ca urmare, s-au executat diferite lucrări suplimentare printre care suplimentarea voalului de etanșare, amplificarea sistemului de drenaj și acoperirea părții aval a versantului stâng cu blocuri de beton în trepte de 6 –8 m, ancorate în adâncime cu cabluri pretensionate.
Cu aceste măsuri, infiltrațiile au încetat iar comportarea barajului și a versanților au rămas în limite admisibile.
Lucrările de execuție a barajului Paltinu au început în 1966, barajul fiind dat în funcțiune în 1971. O a doua etapă de consolidări a fost executată în intervalul 1976 - 1982.

## Lucrări anexă

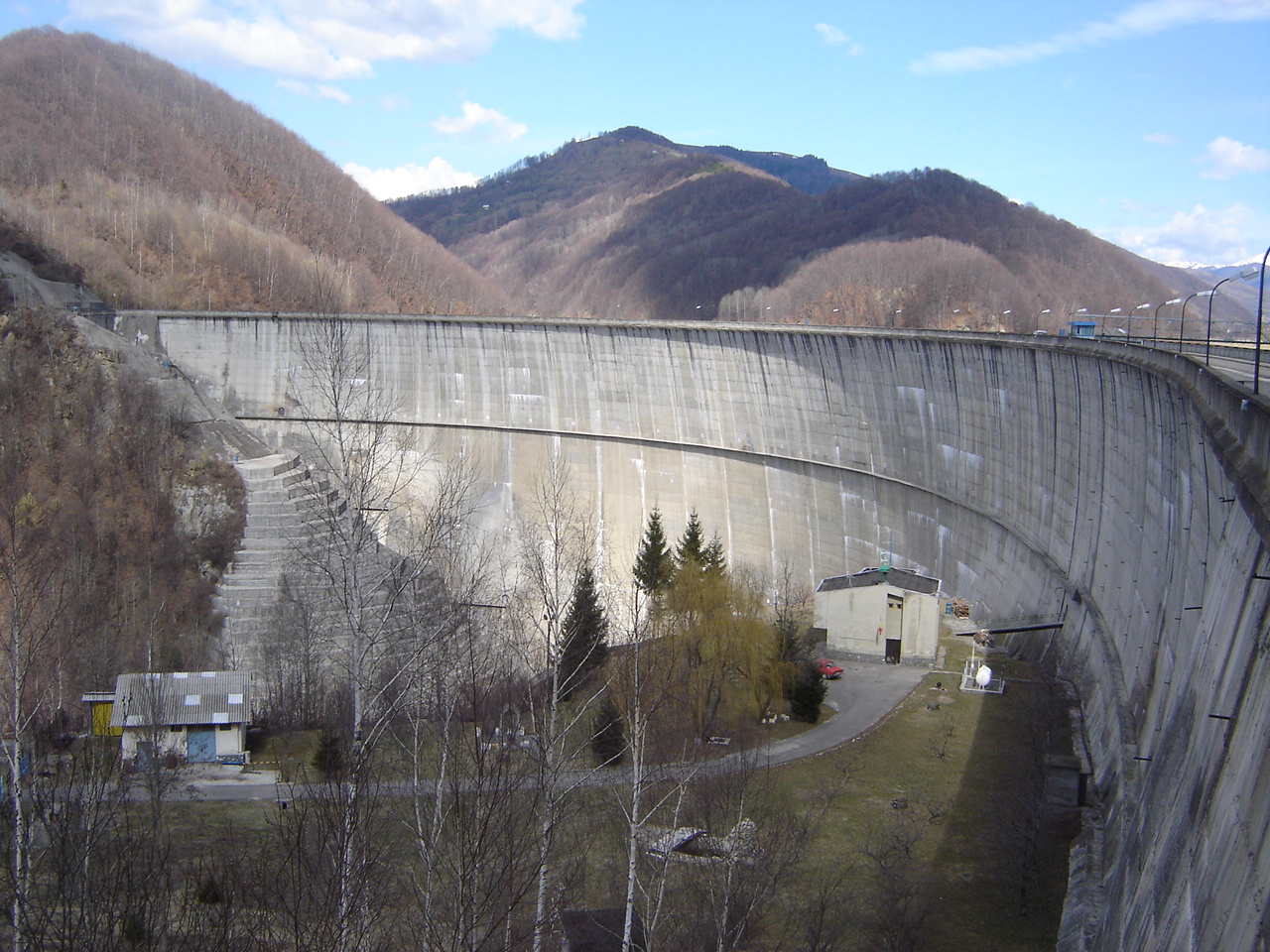
Faţa Barajului Patinu

Pentru evacuarea debitelor mari, a fost executat un descărcător de suprafață de tip pâlnie. Tot în turnul deversorului pâlnie s-a mai executat o golire de semiadâncime. În plus, mai există și o golire de fund, executată într-o galerie de deviere de pe versantul drept, care a fost folosită și pentru devierea debitelor în timpul costrucției barajului. Golirea de fund este controlată prin vane situate la ieșirea galeriei de deviere și are o capacitate de descărcare de 50 m³/s.
La piciorul barajului s-a executat o centrală hidroelectrică cu o putere instalată de 10 MW. Centrala este echipată cu două turbine de tip Francis.

## Sistemul de gospodărire a apelor
Barajul Paltinu servește în principal pentru alimentarea cu apă potabilă și industrială a municipiilor Câmpina și Ploiești. În subsidiar, barajul asigură și apă pentru irigarea a 9.000 ha în lunca râului Prahova în zona Băicoi-Ploiești și pentru salubrizarea râului Dâmbu din Ploiești. Pentru realizarea acestor efecte, barajul Paltinu este inclus într-un sistem de gospodărire a apelor din care mai fac parte următoarele lucrări:
- Barajul Voila de pe râul Doftana;
- Stația de tratare a apei potabile de la Voila;
- Conducta de alimentare cu apă Voila-Ploiești care servește și la alimentarea cu apă a localităților de pe traseu;
- Priza de pe râul Prahova din zona Băicoi:
- Canalul Băicoi-Ploiești realizat pe prima porțiune în canal deschis deservind sistemul de irigații iar pe ultima porțiune în casetă de beton închisă pentru alimentarea cu apă a industriilor din zona Brazi;
- Sistemul de puțuri pentru captarea apelor subterane din zona Băicoi sursă utilizată în paralel cu resursele râului Doftana pentru alimentarea cu apă potabilă;
- Regularizarea râului Dâmbul în zona municipiului Ploiești și în aval.